# Giorgio Gaslini
Giorgio Gaslini (* 22. Oktober 1929 in Mailand; † 29. Juli 2014 in Borgo Val di Taro) war ein italienischer Jazzpianist und Komponist.
Früher als die meisten anderen europäischen Jazzmusiker hat Gaslini sich zu einer europäischen Identität bekannt und Elemente der Neuen Musik, besonders des seriellen Schaffens, in sein Jazz-Konzept integriert: Salvatore Quasimodo zufolge war er einer der „lebendigsten und fundiertesten Schöpfer zeitgenössischer Musik.“

## Leben und Wirken
Gaslini hatte als Kind Klavierunterricht und seine ersten öffentlichen Auftritte mit 13 Jahren. Er nahm bereits mit 16 Jahren mit seinem Jazztrio die erste Schallplatte auf; als Pianist berief er sich auf Thelonious Monk (dem er auch ein Album widmete), Art Tatum und Lennie Tristano. Bis 1951 studierte er am Mailänder Konservatorium Klavier, Komposition und Dirigieren; daneben spielte er bei Aldo Rossi. 1957 führte er beim Festival Internazionale del Jazz di Sanremo das Oktett Tempo e Relazione auf, das die erste europäische Komposition des Third Stream darstellt. Daraufhin lud ihn John Lewis zur Lenox School ein. Als erster italienischer Musiker wurde er als „neues Talent“ im Down-Beat-Poll erwähnt. Schon in den frühen 1960ern suchte er die Zusammenarbeit mit den Avantgarde-Musikern wie Eric Dolphy, Steve Lacy, Don Cherry, Roswell Rudd, Gato Barbieri und Jean-Luc Ponty und ähnlich dann auch mit Anthony Braxton, Eddie Gomez oder Max Roach. Er hat als Erster Jazzkurse in der Accademia Nazionale di Santa Cecilia (1972/73) abgehalten.
Daneben schrieb er zahlreiche Auftragskompositionen für das Teatro alla Scala, das Teatro dell' Opera Roma oder das Teatro Reggio di Parma, Werke für Kammerorchester und 1966 Chorus, ein von Severino Gazzelloni uraufgeführtes Stück für Flöte solo. Später arrangierte Gaslini die Kompositionen von Albert Ayler und von Sun Ra für Piano solo und demonstrierte so ihren musikalischen Gehalt. Zwischen 1991 und 1995 komponierte er für das Italian Instabile Orchestra, in dem er in diesen Jahren auch als Pianist tätig war, die Werke Piero Solaire und Skies of Europe (gleichnamige CD). Unter den jüngeren Einspielungen sind die in Verona uraufgeführte Jazz-Oper Mister O (1997), Ballets (1998) mit Quartett, Live (2000) mit dem von ihm 1991 gegründeten Grande Orchestra Nazionale di Jazz, Cantos (2000) und Enigma (2001) mit dem Proxima Centauri Orchestra hervorzuheben. In seinen späten Jahren hat er mehrere sinfonische Werke komponiert und aufgeführt. Er verfasste auch zahlreiche Filmmusiken, etwa für Michelangelo Antonionis La notte (1961) oder Gianni Vernuccios Un Amore (1965). Auch war er künstlerischer Leiter des Imola Jazz Festivals.

## Preise und Auszeichnungen
1999 erhielt Gaslini den Django d’Or (Italien). 2002 überreichte ihm Präsident Carlo Azeglio Ciampi für seine kulturellen Verdienste eine Goldmedaille. 2009 wurde ihm der Preis Milano Per La Musica verliehen.

## Buchveröffentlichungen
- Giorgio Gaslini. Musica totale. Intuizioni, vita ed esperienze musicali nello spirito del ’68. Feltrinelli, Mailand 1975, (auch in: Giorgio Gaslini. Il tempo del musicista totale. Mailand: Dalai 2002. ISBN 88-8490-120-0.)
- Giorgio Gaslini. Tecnica e arte del jazz. Il ritmo, le scale, gli accordi, la composizione, l’improvvisazione, le nuove strade. BMG Ricordi, Milano 1982, ISBN 88-7592-356-6.
- Giorgio Gaslini. Thelonious Monk. Stampa Alternativa, Viterbo 1994, (zweite Auflage 2003), ISBN 88-7226-146-5.

## Filmmusik (Auswahl)
- 1961: Die Nacht (La notte)
- 1965: Junge Haut (Un amore)
- 1969: Umarmung (Le sorelle )
- 1972: Schön, nackt und liebestoll (Rivelazioni di un maniaco sessuale al capo della squadra mobile)
- 1972: Allein gegen das Gesetz (Il vero e il falso)
- 1972: Der Pfaffenspiegel (Quando le donne si chiamavano 'Madonne')
- 1973: Die Halunken (Le cinque giornate)
- 1975: Rosso – Farbe des Todes (Profondo rosso)
- 1977: Kleinhoff Hotel